# فرودگاه تینگو ماریا
فرودگاه تینگو ماریا (به انگلیسی: Tingo María Airport) یک فرودگاه همگانی با کد یاتا SPGM است . این فرودگاه در کشور پرو قرار دارد .